# کوتا مینامی
کوتا می‌نامی (انگلیسی: Kota Minami؛ زادهٔ ۱ مهٔ ۱۹۷۹) بازیکن فوتبال اهل ژاپن است.